# Genoveva din Brabant
Genoveva din Brabant, menționată și ca Genovefa este eroina a unei legende populare din evul mediu, de origine germanică. Acuzată de adulter de către seneșalul Golo, căreia nu-i cedase, nu-și poate convinge soțul, pe Siegfried, conte palatin de Trier, că este nevinovată. Cruțată de slugile însărcinate să o ucidă, îl întâlnește cu puțină vreme înainte de a muri pe Siegfried, care își dă seama că a condamnat-o pe nedrept.